# Rubikon Kijów
Rubikon Kijów (ukr. Футбольний клуб «Рубікон» (Київ), Futbolnyj Kłub "Rubikon" (Kyjiw)) – ukraiński klub piłkarski, mający siedzibę w stolicy kraju, mieście Kijów, grający od sezonu 2020/21 w Druhiej-lidze.

## Historia
Chronologia nazw:
- 06.03.2017: Rubikon Kijów (ukr. «Рубікон» (Київ))
- 2018: Rubikon Wysznewe (ukr. ФК «Рубікон-Вишневе» (Вишневе))
- 19.06.2020: Rubikon Kijów (ukr. «Рубікон» (Київ))

Klub piłkarski Rubikon została założona w Kijowie 6 marca 2017 roku. W sezonie 2017/18 zespół debiutował w amatorskich mistrzostwach Ukrainy. Podczas przerwy zimowej przeniósł się do pobliskiej miejscowości Wysznewe i zmienił nazwę na Rubikon Wysznewe. W kolejnych dwóch sezonach 2018/19 i 2019/20 ponownie startował w amatorskich mistrzostwach. 19 czerwca 2020 powrócił do nazwy Rubikon Kijów.
Latem 2020 roku klub zgłosił się do rozgrywek Druhiej Lihi i otrzymał status profesjonalny.

## Barwy klubowe, strój
|  |  |

Klub ma barwy czarno-białe. Zawodnicy domowe spotkania zazwyczaj grają w pomarańczowych koszulkach, pomarańczowych spodenkach oraz pomarańczowych getrach.

## Sukcesy

### Trofea międzynarodowe
Nie uczestniczył w rozgrywkach europejskich (stan na 31-05-2020).

### Trofea krajowe
| \| \| Zdobyte trofea w rozgrywkach Ukrainy (stan na: 17-09-2020) \| |                                                            |      |          |
| Rozgrywki                                                           | Osiągnięcie                                                | Razy | Sezon(y) |
| · Mistrzostwo                                                       | I miejsce                                                  | 0    |          |
| · Mistrzostwo                                                       | II miejsce                                                 | 0    |          |
| · Mistrzostwo                                                       | III miejsce                                                | 0    |          |
| Puchar                                                              | zdobywca                                                   | 0    |          |
| Puchar                                                              | finalista                                                  | 0    |          |
| Puchar                                                              | 1/64 finału                                                | 1    | 2020/21  |
| II liga                                                             | I miejsce                                                  | 0    |          |
| II liga                                                             | II miejsce                                                 | 0    |          |
| II liga                                                             | III miejsce                                                | 0    |          |
| Ukraina                                                             | Zdobyte trofea w rozgrywkach Ukrainy (stan na: 17-09-2020) |      |          |

- Druha liha (D3):
  - ?.miejsce (1x): 2020/21

## Poszczególne sezony

### Rozgrywki międzynarodowe

#### Europejskie puchary
Nie uczestniczył w rozgrywkach europejskich.

### Rozgrywki krajowe
| \| Ukraina \| Bilans występów klubu w rozgrywkach piłkarskich Ukrainy (Stan na 17 września 2020 r.) \| \| |                                                                                       |        |       |   |   |   |    |    |     |           |        |        |      |
| Poziom | Rozgrywki                                                                             | Sezony | Mecze | Z | R | P | B+ | B– | Pkt | Lata      | Awanse | Spadki | Naj. |
| I | Wyszcza liha/Premier-liha                                                             | 0      |       |   |   |   |    |    |     |           | 0      | 0      |      |
| II | Persza liha                                                                           | 0      |       |   |   |   |    |    |     |           |        |        |      |
| III | Druha liha                                                                            | 1      |       |   |   |   |    |    |     | 2020–     | 0      | 0      | ?    |
| IV | Amatorska liha                                                                        | 3      |       |   |   |   |    |    |     | 2017–2020 | 1      | 0      | 6    |
| | Puchar Ukrainy                                                                        | 1      |       |   |   |   |    |    |     | 2020–     | 0      | 0      | 1/64 |
| Ukraina                                                                                                   | Bilans występów klubu w rozgrywkach piłkarskich Ukrainy (Stan na 17 września 2020 r.) |        |       |   |   |   |    |    |     |           |        |        |      |

## Struktura klubu

### Stadion
Klub piłkarski rozgrywał swoje mecze domowe na Arsenał-Arena w Szczasływem o pojemności 1000 widzów. Również grał na stadionach Atłet i Temp w Kijowie oraz Stadionie Miejskim w Wysznewem.

## Kibice i rywalizacja z innymi klubami

### Derby
- Atłet Kijów
- Czajka Petropawliwśka Borszczahiwka